# Евса, Андрей Иванович
Андрей Иванович Евса (1 января 1927 — 8 июля 2015) — советский и украинский писатель, переводчик, журналист. Член Национального союза писателей Украины (1993) и Национального союза журналистов Украины.

## Биография
Родился 1 января 1927 года в селе Иваница (Черниговская область). Отец был кузнецом, а мать — колхозницей. В июне 1941 года Евса закончил семь классов, а через три месяца село захватили немцы. Во время войны работал почтальоном, затем — на кузне молотобойцем, на полевых работах. После прихода Красной армии стал связистом, обслуживал передвижной радиоузел и электростанцию. Одновременно продолжил обучение в восьмом классе. В январе 1945 года, когда Евсе исполнилось 18, его мобилизовали в армию, служил радистом. До конца войны учился во Львовском военно-пехотном училище.
После Победы почти пять лет служил в Прикарпатском военном округе начальником радиостанции. За успешную службу ему позволили продолжить обучение в десятом классе, и в следующем году Евса получил аттестат о среднем образовании. Он хотел поступить в военный институт иностранных языков. Ему дали направление в Одесский педагогический институт иностранных языков, и в 1951 году уже бывший старший сержант Евса успешно сдал вступительные экзамены.
Демобилизованный студент пользовался уважением среди сокурсников и преподавателей института. Вскоре его избрали председателем профсоюзного комитета, и к концу обучения он добросовестно выполнял это общественное поручение.
В 1954 году после защиты дипломной работы его направили в Херсонскую область работать преподавателем английского и немецкого языков. Работал в школах и техникумах Новой Каховки, Скадовска и Херсона. Помимо работы занимался также литературным переводом.
В 1961 году дебютировал в журнале «Советская женщина» переводом с немецкого рассказа Вернера Линдеманна «Миска абрикосов». Андрей Евса долго работал над созданием удачного варианта перевода, стремился вжиться в стиль автора, чтобы донести до читателя не только суть произведения, но и эмоциональную окраску речи.
Евсу как опытного специалиста пригласили переводчиком в херсонское агентство ОАО «Интурист». В 1965 году ему предложили поехать переводчиком на строительство завода электромеханического оборудования в Багдад. Три года загранкомандировки дали ему опыт живого общения на английском языке. После Ирака была ещё поездка в Египет, где Андрей Евса до 1972 года работал переводчиком на судостроительном заводе в Александрии. Позже как переводчик посетил ещё ряд стран: Индию, Марокко, США, Тунис, Турцию, Шри-Ланку, европейские страны.
По возвращении в Херсон продолжил работать в «Интуристе». Но почувствовал необходимость вернуться к преподавательской деятельности, с 1976 по 1987 год преподавал английский в школах Херсона № 40, 53 и в музыкальном училище. Параллельно занимался литературными переводами. Благодаря большой требовательности к творческому труду Андрей Евса достиг того, что его переводы стали печатать всеукраинские газеты и журналы «Мир», «Отечество», «Море», «Литературная Одесса».
Андрей Евса перевёл художественные произведения почти двух десятков авторов. Среди них — Ричард Бах, Рэй Брэдбери, Стивен Кинг, Агата Кристи и другие. Переводил на английский язык стихи одесского поэта-мариниста Дмитрия Шупты. За перевод на английский поэмы Шупты о подвиге Маринеско Андрей Евса вместе с автором были награждены почётными знаками командующего ВМС Украины. Наиболее весомый труд Евсы — перевод философского футурологического бестселлера «Третья волна» Элвина Тоффлера, который получил высокую оценку критики.
В 1993 году Андрея Евсу приняли в Национальный союз писателей Украины.
За переводческую деятельность он удостоен ряда наград: международной литературной премии им. Гоголя, премий им. П. Кулиша, им. А. Стороженко, им. С. Олейника (2013). Как участник Великой Отечественной войны удостоен боевых наград.
В 2003 году Андрей Евса переехал из Херсона в Одессу, где жил его двоюродный брат, известный актёр театра и кино Николай Слёзка. Родственники часто встречались. До последних лет жизни работал над переводами. Андрей Евса умер 8 июля 2015 года, похоронен на Западном кладбище Одессы.